# Campeonato Mundial de Bádminton de 2025
El XXIX Campeonato Mundial de Bádminton se celebrará del 25 al 31 de agosto de 2025 en París (Francia) bajo la organización de la Federación Mundial de Bádminton (BWF) y la Federación Francesa de Bádminton.